# Colegio Nacional Emilio Gómez Zelada
El Colegio Nacional Emilio Gómez Zelada es un establecimiento educacional de enseñanza básica y media fundado en 1972 cuya sede académica se erige actualmente en el distrito de Veinticinco de Diciembre del departamento de San Pedro en Paraguay. 

## Historia
El Colegio Nacional Emilio Gómez Zelada, fue creado el 12 de abril de 1972, por resolución del entonces Ministerio de Educación y Culto Nº 373, ofrece la enseñanza secundaria hasta el tercer curso, en las modalidades de Ciencias Básicas y Ciencias Sociales.
Es un colegio nacional que pertenece al Ministerio de Educación y Cultura de Paraguay y está asignado a la Región 12.